# Spellemannprisen 2015
Der Spellemannprisen 2015 war die 44. Ausgabe des norwegischen Musikpreises Spellemannprisen. Die Nominierungen berücksichtigten Veröffentlichungen des Musikjahres 2015. Die Verleihung der Preise fand am 30. Januar 2016 statt. In der Kategorie „Årets Spellemann“ wurde Kygo ausgezeichnet, den Ehrenpreis („Hedersprisen“) erhielt Tommy Tee.

## Verleihung
Die Verleihung der Preise fand am 30. Januar 2016 im Oslo Spektrum statt. Dabei wurde erstmals ein Preis in der Kategorie „Album des Jahres“ verliehen. Bei der Auswahl der der Gewinner wurde erstmals auf eine größere Jury zurückgegriffen, die eine erste Einschätzung der Werke vornahm, bevor sich die Fachjury schließlich näher mit den Nominierungen beschäftigte. Den Mitgliedern der Fachjurys wurde im Gegensatz zu den Vorjahren erlaubt, sich untereinander abzusprechen.
Im Juni 2016, also einige Monate nach der Preisverleihung, wurde der Preis in der Spellemann-Kategorie Eksportprisen für Erfolge im Ausland verliehen. Der Preis wurde von der damaligen Kulturministerin Linda Hofstad Helleland an den DJ und Musikproduzenten Kygo überreicht. Die Kategorie entstand in einer Zusammenarbeit zwischen der Spellemannprisen-Organisation und der Organisation Music Norway.

## Gewinner
| Kategorie                                                            | Gewinner                            | Werk                                          |
| -------------------------------------------------------------------- | ----------------------------------- | --------------------------------------------- |
| Barnemusikk (Kindermusik)                                            | Maj Britt Andersen                  | Væla omkring                                  |
| Blues                                                                | Knut Reiersrud & Mighty Sam McClain | Tears of the World                            |
| Country                                                              | Erik Moll                           | Many Years to Go                              |
| Danseband                                                            | Gluntan                             | Gluntan 50 år                                 |
| Eksportprisen (Exportpreis)                                          | Kygo                                | –                                             |
| Elektronika/Dancemusikk (Elektronika/Dance-Musik)                    | André Bratten                       | Gode                                          |
| Folkemusikk/Tradisjonsmusikk (Volksmusik/Traditionsmusik)            | Susanne Lundeng                     | 111 Nordlandsslåtter – Hilsen Susanne Lundeng |
| Indie                                                                | The Megaphonic Thrift               | Sun Stare Sound                               |
| Jazz                                                                 | Team Hegdal                         | Vol. 3                                        |
| Klassisk (Klassisch)                                                 | Rolf Lislevand                      | Scaramanzia                                   |
| Metal                                                                | Kampfar                             | Profan                                        |
| Popgruppe                                                            | Bow To Each Other                   | My Heart Is a Target                          |
| Popsolist                                                            | Susanne Sundfør                     | Ten Love Songs                                |
| Rock                                                                 | Beglomeg                            | Eurokrjem                                     |
| Samtid (Gegenwart)                                                   | Asamisimasa                         | Neon Forest Space                             |
| Tekstforfatter (Textautor)                                           | Odd Nordstoga                       | Dette landet                                  |
| Tonos komponistpris (Tonos Komponistenpreis)                         | Ørjan Matre                         | Presage & Violin Concerto                     |
| Urban                                                                | Arif                                | Highend / Asfalt                              |
| Viser (Weisen)                                                       | Tønes                               | Vindbrest                                     |
| Åpen Klasse (Offene Klasse)                                          | Slagr                               | Short Stories                                 |
| Årets album (Album des Jahres)                                       | Susanne Sundfør                     | Ten Love Songs                                |
| Årets Hederspris (Ehrenpreis des Jahres)                             | Tommy Tee                           | –                                             |
| Årets Låt (Lied des Jahres)                                          | Kygo feat. Parson James             | Stole the Show                                |
| Årets Musikkvideo (Musikvideo des Jahres)                            | Marie Kristiansen                   | Karpe Diem: Hvite menn som pusher 50          |
| Årets Nykommer & Gramostipend (Newcomer des Jahres und Gramostipend) | Aurora Aksnes                       | –                                             |
| Årets Produsent (Produzent des Jahres)                               | Susanne Sundfør                     | –                                             |
| Årets Spellemann (Spellemann des Jahres)                             | Kygo                                | –                                             |

## Nominierte
Die Nominierungen wurden am 5. Januar 2016 verkündet. Kygo und Susanne Sundfør wurden jeweils in vier Kategorien nominiert. Das Duo Marcus & Martinus erhielt drei Nominierungen, nämlich in den Kategorien „Lied des Jahres“, „Newcomer des Jahres“ und „Popgruppe“.
Barnemusikk
- Britt-Synnøve Johansen: Skakke sanger
- Maj Britt Andersen: Væla omkring
- Meg og kammeraten min: Ostepop

Blues
- Joe Rusi: Who I Am
- Knut Reiersrud & Mighty Sam McClain: Tears of the World
- Richard Gjems, Øyvind Stølefjell, Ronnie Jacobsen, Robert Skoglund: Blått rom

Country
- Erik Moll: Many Years to Go
- Ida Jenshus: Starting Over Again
- Janne Hea: Wishing Well
- Roy Lønhøiden: Du spør meg om sannhet

Danseband
- Contrazt: Hælj!
- Gluntan: Gluntan 50 år
- Hanne Mette: Akkurat nå

Eksportprisen
- Vilde Frang
- Kygo
- Madcon
- Einar Selvik
- Ina Wroldsen

Elektronika/Dancemusikk
- André Bratten: Gode
- Jan-M. Iversen: Elements
- Todd Rundgren, Emil Nikolaisen, Hans-Petter Lindstrøm: Runddans

Folkemusikk/Tradisjonsmusikk
- Nils Økland Band: Kjølvatn
- Per Anders Buen Garnås: Greinir
- Susanne Lundeng: 111 Nordlandsslåtter – Hilsen Susanne Lundeng
- Østerdalsmusikk: Østerdalsmusikk 1975–2015
- Aastad Bråten: Til Ragna

Indie
- Band of Gold: Band of Gold
- Bror Forsgren: Narcissus
- Razika: Ut til de andre
- The Megaphonic Thrift: Sun Stare Sound

Jazz
- Gard Nilssen's Acoustic Unity: Firehouse
- Mathias Eick: Midwest
- Megalodon Collective: Megalodon
- Møster!: When You Cut Into the Present
- Team Hegdal: Vol. 3

Klassisk
- Det Norske Solistkor, Grete Pedersen: Meins Leben Licht – Nystedt / Bach
- Ensemble Allegria: Volt 22
- Håkon Austbø: Chopin Now
- Rolf Lislevand: Scaramanzia
- Vasily Petrenko & Philharmonisches Orchester Oslo: Alexander Scriabin: Symphony no. 3, Op. 43, Symphony no. 4, Op. 54

Metal
- Enslaved: In Times
- Kampfar: Profan
- Leprous: The Congregation
- Tsjuder: Antiliv

Popgruppe
- A-ha: Cast in Steel
- Bow To Each Other: My Heart Is a Target
- Marcus & Martinus: Hei

Popsolist
- Ane Brun: When I’m Free
- Anneli Drecker: Rocks & Straws
- Erlend Ropstad: Det beste vi får til
- Sondre Justad: Riv i hjertet
- Susanne Sundfør: Ten Love Songs

Rock
- Amund Maarud: Volt
- Beglomeg: Eurokrjem
- Kindred Fever: Sabre-toothed Model Youth
- The Good The Bad and The Zugly: Hadeland Hardcore
- Undergrünnen: Undergrünnen

Samtid
- Anders Førisdal: Bjørn Fongaard Galaxe
- Asamisimasa: Neon Forest Space
- Gisle Kverndokk, Nordic Voices: Fuge der Zeit
- Song Circus: Anatomy of Sound

Tekstforfatter
- Daniel Kvammen: Fremad i alle retninga
- Frank Tønnesen: Tønes: Vindbrest
- Lars Lønning: Black Debbath: Universell riffsynsing
- Lars Vaular: 666 Mening
- Odd Nordstoga: Dette landet

Tonos Komponistpris
- Anneli Drecker: Rocks & Straws
- Gisle Kverndokk: Gisle Kverndokk/Nordic Voices: Fuge der Zeit
- Kari Jahnsen: Farao: Till It’s All Forgotten
- Morten Qvenild: Personal Piano
- Ørjan Matre: Presage & Violin Concerto

Urban
- Arif: Highend / Asfalt
- Lars Vaular: 666 Alt
- Unge Ferrari: Til mine venner

Viser
- Hilde Selvikvåg: Slepp meg fri
- Kjersti Kveli: No e tida
- Odd Nordstoga: Dette landet
- Tommy Tokyo: Hev deg over det derre der
- Tønes: Vindbrest

Åpen Klasse
- Erland Dahlen: Blossom Bells
- Geir Sundstøl: Furulund
- Jaga Jazzist: Starfire
- Morten Qvenild: Personal Piano
- Slagr: Short Stories

Årets Album
- Ane Brun: When I’m Free
- Lars Vaular: 666 alt gir mening (Albumtrilogie)
- Sondre Justad: Riv i hjertet
- Susanne Sundfør: Ten Love Songs
- Trondheim Jazz Orchestra, Kristoffer Lo: Savages

Årets Låt
- Astrid S: 2AM
- Aurora Aksnes: Running With the Wolves
- Daniel Kvammen: Du fortenar ein som meg
- Karpe Diem: Lett å være rebell i kjellerleiligheten din
- Kygo: Firestone
- Kygo feat. Parson James: Stole the Show
- Madcon: Don’t worry
- Marcus & Martinus: Elektrisk
- Morgan Sulele: Bare min
- Susanne Sundfør: Delirious

Årets Musikkvideo
- André Chocron: Cold Mailman: Something You Do
- Kavar Singh: Karpe Diem: Lett å være rebell i kjellerleiligheten din
- Marie Kristiansen: Karpe Diem: Hvite menn som pusher 50
- Saman Kesh: Kygo feat. Parson James: Stole the Show
- Stian Andersen: Røyksopp: Skulls

Årets Nykommer & Gramostipend
- Aurora Aksnes
- Daniel Kvammen
- Fay Wildhagen
- Kygo
- Marcus & Martinus
- Sondre Justad

Årets Produsent
- Anneli Drecker
- Frode Flatland
- Kygo
- Morten Lindberg
- Susanne Sundfør